# Inga Sjöholm
Inga Maria Sjöholm, född 19 december 1921 i Lund, död 7 september 2001 i Malmö, var en svensk tecknare och målare.
Hon var dotter till folkskolläraren Per Henje och Ingeborg Lindelöf och från 1944 gift med kronofogden Sten Sjöholm. Hon utbildade sig till konstnär genom självstudier och under studieresor till Milano, Paris och New York. Mon medverkade i Helsingborgs konstförenings vårutställningar på Vikingsbergs konstmuseum och Kulla-konst i Höganäs. Hennes konst består av figurmotiv och landskapsmålningar utförda i pastell, akvarell eller tuschlavering.